# Cristóbal Lander
Cristóbal Lander Coraspe (Caracas, 8 de junio de 1977) es un actor, abogado y modelo venezolano. Se dio a conocer al convertirse en primer finalista en la edición del año 2000 del certamen Míster Venezuela.

## Biografía y vida personal
Es el menor de los tres hijos de Rafael Edgardo Lander (1941-2021) y Dunia Marta Coraspe (1946). Sus hermanos son: Rafael Enrique (1968) y Henry Rafael (1973). El 26 de mayo de 2007, contrajo matrimonio civil con la actriz venezolana Gaby Espino. La boda eclesiástica se realizó el 13 de junio de 2007, en la Iglesia Guadalupe de Las Mercedes (Caracas). Los padrinos de la boda fueron Juan Carlos García, Guillermo Pérez, José Leonardo Brito, David Díaz, Yerlin Host y las hermanas de Gaby Espino, Andreína y Nelly. 
El 9 de julio de 2008, Gaby dio a luz a su primera hija; Oriana, quien nació en la ciudad de Caracas. 
Tras dos años de separación y fallidos intentos de reconciliación, el 24 de marzo de 2011; se oficializó el divorcio de Cristóbal Lander y Gaby Espino en un tribunal de menores de la ciudad de Caracas, Venezuela.
El 24 de febrero de 2013, se casó con Paula Bevilacqua. El 5 de marzo de ese año, nació su primer hijo en común; Cristóbal y el 13 de agosto de 2015, nació su segundo hijo en común; Massimo.

## Carrera
El primer papel de Lander como actor vino en 2006 en la telenovela Por todo lo alto, interpretando el personaje de Rodolfo. Un año más tarde obtuvo su primer papel internacional en la telenovela Sin vergüenza, producción de RTI y Telemundo, donde compartió créditos con quien sería su futura esposa Gaby Espino. En 2009 consiguió el papel principal en la serie de televisión Pobre diabla con Alejandra Lazcano.
En 2011 regresa a la televisión venezolana para interpretar al villano principal de la telenovela El árbol de Gabriel. Compartiendo créditos con Daniela Bascopé y Jorge Reyes.
En el 2012 obtiene un papel estelar en la telenovela de Televen, Dulce amargo. Siendo estrenada el 31 de octubre de ese año. Compartió créditos con Juliet Lima y Erik Hayser, entre otros actores tanto Venezolanos, como Mexicanos. 
Entre el año 2013 y 2014 da vida a Luis David Montalvo en el dramático Corazón esmeralda, compartiendo créditos con Irene Esser, Paula Woyzechowsky y Luis Gerónimo Abreu. La telenovela fue estrenada el 3 de marzo de 2014 por las pantallas de Venevisión.
En el año 2015, se une a la producción de RCTV Producciones, llamada Piel salvaje, compartiendo nuevamente con Irene Esser y Flavia Gleske, así como también con Carlos Felipe Álvarez, Beba Rojas. Entre otros.
En octubre del 2015, firma contrato nuevamente con RCTV Producciones, para ser el protagonista de Corazón traicionado, compartiendo créditos con Yelena Maciel; Norkys Batista; Josette Vidal y Caridad Canelón.

## Telenovelas
| Año       | Título              | Personaje                                | País                 |
| --------- | ------------------- | ---------------------------------------- | -------------------- |
| 2006      | Por todo lo alto    | Rodolfo Ruíz                             | Bandera de Venezuela |
| 2007      | Sin vergüenza       | Cristóbal González                       | Bandera de Colombia  |
| 2008-2009 | La vida entera      | Gustavo Ríos                             | Bandera de Venezuela |
| 2009-2010 | Pobre diabla        | Santiago Rodríguez Fontaner              | Bandera de México    |
| 2011-2012 | El árbol de Gabriel | Agustín Camejo                           | Bandera de Venezuela |
| 2012-2013 | Dulce amargo        | Julio César Bueno "JC"                   | Bandera de Venezuela |
| 2014      | Corazón esmeralda   | Luis David Montalvo León                 | Bandera de Venezuela |
| 2016      | Piel salvaje        | Bernardo Torres (Participación especial) | Bandera de Venezuela |
| 2018      | Corazón traicionado | Alberto Corona Sotillo                   | Bandera de Venezuela |